# Welsh Newton
Welsh Newton est une paroisse civile et un village du Herefordshire, en Angleterre.